# Berala
Berala est une ville-banlieue australienne de l'agglomération de Sydney, située dans la zone d'administration locale de Cumberland dans l'État de Nouvelle-Galles du Sud, en Australie.

## Géographie
Berala est située à environ 20 km à l'ouest du centre d'affaires de Sydney, au sud et à l'est d'Auburn, à l'ouest de Lidcombe et au nord de Regents Park.

## Histoire
Berala est dérivé de Bareela, un mot aborigène désignant l'érismature à barbillons qui peuplait cette région. La localité se développe à partir du début du XXe siècle et la gare est ouverte en 1912, l'école en 1924 et le bureau de poste en 1927. Elle fait partie de la zone d'administration locale du conseil d'Auburn jusqu'à sa dissolution en 2016. Depuis cette date, Berala fait partie de Cumberland.

## Démographie
La population s'élevait à 7 889 habitants en 2006 et à 9 049 habitants en 2016.